# Cattleya crispa
Cattleya crispa là một loài thực vật có hoa trong họ Lan. Loài này được Lindl. mô tả khoa học đầu tiên năm 1828.